# 盧托維尼夫卡
49°14′11″N 33°54′9″E / 49.23639°N 33.90250°E
盧托維尼夫卡（烏克蘭語：Лутовинівка），是烏克蘭中部的村莊，隸屬波爾塔瓦州的克雷門丘克區。該村距離科澤利希納 (馬希夫卡區)2.5公里，海拔高度84米，2001年人口1,870。